# Yakubu Aiyegbeni
Yakubu Aiyegbeni (Benin City, 22 de novembro de 1982) é um ex-futebolista nigeriano que jogava na posição de atacante.

## Carreira por clubes
Julius Berger
Yakubu estreou-se no seu clube natal.

## Carreira internacional
Yakubu Aiyegbeni representou a Seleção Nigeriana de Futebol, nas Olimpíadas de 2000, no Campeonato Africano das Nações de 2002, 2004, 2006 e 2010, bem como no Campeonato do Mundo de 2010. Yakubu apontou 21 golos em 57 jogos pela seleção.